# Адміністративний устрій Удмуртії
Адміністрати́вний по́діл Удму́ртії — адміністративно-територіальний поділ Удмуртії, Росія.

## Історія
Після приєднання до Росії територія Удмуртії входила до складу В'ятського та Казанського повітів, поділялась на сотки та долі. В 1708 році країна була розділена на 8 губерній, Удмуртія відійшла до складу Сибірськсиої губернії, в 1727 році передана до Казанської губернії. В 1780 році була утворена В'ятська губернія (намісництво) в складі 13 повітів. Удмурти в основному проживали в 4 повітах — Сарапульському, Єлабузькому, Малмизькому та Глазовському. В кінці XIX-на початку XX століть значна кількість удмуртів проживала в Мамадиському повіті Казанської губернії, Бірському та Бугульминському повітах Уфимської губернії, Осинському повіті Пермської губернії.
4 листопада 1920 року В. І. Ленін та М. І. Калінін підписали постанову ВЦВК та РНК РРФСР по створення Вотської автономної області. Обласним центром був обраний Глазов, з червня 1921 року — Іжевськ. 5 січня 1921 року ВЦВК затвердив межі Вотської АО. До неї були включені 27 волостей Глазовського, 18 волостей Сарапульського, 14 волостей Єлабузького та 12 волостей Малмизького повітів В'ятської губернії. На території Вотської АО проживало 693 540 осіб, з них 59% удмурти. 8 грудня 1921 року постановою ВЦВК було затверджено новий адміністративний поділ Вотської АО:
- Глазовський повіт в складі 19 волостей та міста Глазов, удмурти становили 76,7%
- Дебьоський повіт в складі 12 волостей, удмурти становили 72,5%
- Іжевський повіт в складі 14 волостей та міста Іжевськ, удмурти становили 40,8% (без урахування Іжевська)
- Селтинський повіт в складі 11 волостей, удмурти становили 41,2%
- Можгинський повіт в складі 14 волостей, удмурти становили 43,6%

Після утворення Дебьоського, Селтинського та Можгинського повітів, їхні центри перетворились на міста. Однак у них не було значних промислових підприємств, вони не мали міських атрибутів, не було подальших перспектив для їхнього розвитку. 26 листопада 1923 року Дебьоський та 28 липня 1924 року Селтинський повіти були ліквідовані, їхні центри були віднесені до статусу сіл. В 1924 році після пожежі центр Можгинського повіту з села Можга був перенесений до селища Сюгинського склозаводу. 15 грудня 1924 року до Глазовського повіту була передана Карсовайська волость Омутнинського повіту В'ятської губернії. 1924 року волості, які входили до складу Дебьоського та Селтинського повітів, були включені до складу Глазовського та Іжевського повітів. Було утворено всього 3 повіти — Глазовський, Іжевський та Можгинський з 35 волостями.
З 14 січня 1929 року Вотська АО увійшла до складу Нижньогородського краю, 11 червня облвиконком прийняв постанову «про районування області». Так були утворені 21 район (йорос): Алнаський, Балезинський, Вавозький, Глазовський, Граховський, Дебьоський, Зуринський, Іжевський, Карсовайський, Кезький, Малопургинський, Можгинський, Новомултанський, Нилга-Жик'їнський, Святогорський, Селтинський, Сюмсінський, Шарканський, Юкаменський, Якшур-Бодьїнський та Ярський. 1 січня 1932 року президія ВЦВК прийняла постанову по перейменування Вотської АО в Удмуртську АО. на основі постанови ВЦВК від 7 грудня 1934 року область увійшла до складу Кіровського краю.
11 березня 1934 року назва йорос була ліквідована. 28 грудня постановою ВЦВК в існуючих межах була утворена Удмуртська АРСР. 22 жовтня 1937 року постановою ВЦВК в склад УАРСР передані Воткінський, Каракулінський, Кіясовський, Сарапульський райони, міста Сарапул та Воткінськ. Указом президії Верховної Ради РРФСР від 24 січня 1939 року до Удмуртії було приєднано Кізнерський район. Указом президії Верховної Ради РРФСР від 7 березня із складу Сарапульського району був виділений Камбарський. В Удмуртській АРСР стало 36 районів. Указом президії Верховної Ради РРФСР від 27 листопада 1956 року були ліквідовані 8 районів — Бемизький, Великоучинський, Зуринський, Кулигінський, Понінський, Пудемський, Пичаський і Тиловайський.
Зміни в адміністративно-територіальному поділі виникли і у зв'язку з утворенням РНГ. Назви та кількість районів стабілізувались на 1 січня 1970 року. На початку 1998 року в Удмуртії було 5 міст республіканського підпорядкування — Іжевськ, Сарапул, Глазов, Воткінськ, Можга; 1 місто районного підпорядкування — Камбарка; 25 адміністративний районів та 10 селищ міського типу.

## Райони (йороси)
| № п/п | Район (йорос)           | Площа, км² | Населення, осіб (1959) | Населення, осіб (1979) | Населення, осіб (1989) | Населення, осіб (1998) |
| ----- | ----------------------- | ---------- | ---------------------- | ---------------------- | ---------------------- | ---------------------- |
| 1     | Алнаський район         | 896,0      | 31300                  | 23400                  | 21900                  | 22500                  |
| 2     | Балезінський район      | 2587,0     | 56400                  | 45400                  | 43600                  | 41100                  |
| 3     | Вавозький район         | 1545,5     | 29700                  | 19900                  | 18100                  | 18300                  |
| 4     | Воткінський район       | 1917,6     | 31200                  | 20500                  | 22800                  | 24200                  |
| 5     | Глазовський район       | 2036,8     | 34800                  | 23300                  | 19200                  | 21100                  |
| 6     | Граховський район       | 970,6      | 20200                  | 13800                  | 11700                  | 12000                  |
| 7     | Дебьоський район        | 1033,0     | 21600                  | 15000                  | 14000                  | 14000                  |
| 8     | Зав'яловський район     | 2219,9     | 44500                  | 49200                  | 53400                  | 53800                  |
| 9     | Ігринський район        | 2267,4     | 55300                  | 44800                  | 45900                  | 47400                  |
| 10    | Камбарський район       | 618,4      | 27100                  | 23100                  | 22700                  | 23000                  |
| 11    | Каракулінський район    | 1192,5     | 18800                  | 14400                  | 14600                  | 14800                  |
| 12    | Кезький район           | 2321,0     | 45700                  | 32000                  | 29200                  | 29700                  |
| 13    | Кізнерський район       | 2264,5     | 45400                  | 28400                  | 26000                  | 26200                  |
| 14    | Кіясовський район       | 821,3      | 15300                  | 13600                  | 12600                  | 12500                  |
| 15    | Красногорський район    | 1860,0     | 22000                  | 15500                  | 14200                  | 14100                  |
| 16    | Малопургинський район   | 1223,2     | 36100                  | 31800                  | 30800                  | 32400                  |
| 17    | Можгинський район       | 2004,0     | 40700                  | 30600                  | 30200                  | 29100                  |
| 18    | Сарапульський район     | 1970,2     | 24400                  | 22600                  | 25800                  | 26900                  |
| 19    | Селтинський район       | 1884,4     | 25400                  | 16900                  | 15000                  | 15100                  |
| 20    | Сюмсинський район       | 1789,0     | 28000                  | 19100                  | 17900                  | 18200                  |
| 21    | Увинський район         | 2448,8     | 50400                  | 37900                  | 40900                  | 41900                  |
| 22    | Шарканський район       | 1404,5     | 32000                  | 22800                  | 21500                  | 22500                  |
| 23    | Юкаменський район       | 1019,7     | 19200                  | 14300                  | 13200                  | 12800                  |
| 24    | Якшур-Бодьїнський район | 1778,4     | 33700                  | 22500                  | 23000                  | 23100                  |
| 25    | Ярський район           | 1524,3     | 31200                  | 22300                  | 20600                  | 20300                  |